# 皮奥·费拉里斯
皮奥·费拉里斯（義大利語：Pio Ferraris，1899年5月19日—1957年2月5日），意大利男子足球运动员，司职前锋。他曾代表意大利国奥队参加1920年夏季奥林匹克运动会足球比赛，获得第四名。